# 新民主主义
新民主主义，是中國共產黨主席毛泽东提出依清黨前国民党所主張聯俄、容共、扶助工農「三大政策」下的再進化，关于殖民地半殖民地国家的无产阶级领导民主革命的理论，是毛泽东思想的核心内容。毛澤東當時認為在實行社會主義之前，必須先經過新民主主義這一過渡性的階段，这一理论在毛泽东的《新民主主义论》（1940年1月9日陕甘宁边区）一文中有充分论述。2月20日毛泽东在延安各界宪政促进会成立大会上《新民主主义的宪政》中否定“由一党一派一阶级来专政”。以后，他在《论联合政府》、《论人民民主专政》等著作中又作了进一步的阐述和发挥，使其更加系统和完整。然而1953年毛泽东批判劉少奇“确立新民主主义社会秩序”的資本主義傾向觀點。

## 新旧民主主义革命的区别

### 舊民主主義革命
舊民主主義革命，用以區別於新民主主義革命的概念，中国共产党認為，廣義的旧民主主义革命是資產階級领导的針對舊有的封建社会統治階級与生产关系的资产阶级民主革命，为资本主义的发展开辟道路。
在中國，它開始於1840年鴉片戰爭，以1918年第一次“护法运动”的失败与1919年“五四運動”為結束的標誌，這一期間的革命鬥爭主要以資產階級建立政權為主，也包含其他階級尋求改革、抵禦侵略而引發的事件。

### 新民主主義革命
新民主主义革命是无产阶级领导的、人民大众的、反对帝国主义、封建主义、官僚资本主义的革命。它的目标是无产阶级（通过共产党）牢牢掌握革命领导权，彻底完成革命的任务，并及时实现由新民主主义向社会主义的过渡。1948年4月，毛泽东《在晋绥干部会议上的讲话》中，完整地提出了中国共产党的新民主主义革命的总路线。这就是：无产阶级领导的，人民大众的，反对帝国主义、封建主义和官僚资本主义的革命。这条路线，指出了中国革命的对象、动力、领导力量、性质和前途。
按照这种理论，五四运动是中国新民主主义革命的开始。1949年中共取得政权前的这一段时期都被称为新民主主义革命时期，期间经历了北伐战争（1924—1927年）、土地革命战争（1927—1937年）、抗日战争（1937—1945年）和解放战争（1945—1949年）四个历史阶段，中华人民共和国成立标志着中国新民主主义革命的胜利。
新民主主义国家的“新民主主义经济”允许、鼓励民族资产阶级开办的工商企业发展、壮大；在农村也是允许土地改革后单干的自耕农通过农业生产或经商而发家致富上升为富农。在新民主主义经济下，公有制（包括国营或集体所有制）经济成分可能并不占据主导地位。从新民主主义经济到社会主义经济的改造、过渡（三大改造），中华人民共和国中央人民政府主要通过公私合营、赎买的和平办法。

### 区别
中国共产党認為，新旧民主主义革命都是资产阶级革命，主要任务是反封建反帝国主义殖民侵略，为资本主义生产关系在中国的发展开辟道路；二者最主要的區別是領導階級的不同：在舊民主主義革命時期，領導力量為資產階級；在新民主主義革命時期，領導力量為無產階級，依托的基本力量是工农联盟。此外，舊民主主義革命的目標是建立資本主義國家，實行资产阶级的民主政治。

## 中华人民共和国成立后
在中华人民共和国成立后，中国共产党主张，新民主主义的国体是以工农联盟为基础的无産階級領導、包括小资产阶级、民族资产阶级和其他反帝反封建人们在内的几个革命阶级的联合专政。国家政权的组织形式是采取民主集中制的人民代表大会制度。新民主主义政治是半殖民地半封建社会革命过程中，一定时期采取的一种过渡性质的国家形式，既有社会主义因素也有非社会主义因素，其目标是社会主义。这个过渡形式是因为中国经济还十分落后的缘故。
到了20世纪50年代初，毛泽东开始逐渐放弃“新民主主义社会”。对于毛泽东的动因，学术界有不同说法，一方学者认为是毛泽东和部分中共高层领导人担心社会改革会走向资本主义。1951年4月17日，中共山西省委在（赖若愚起草的）《把老区的互助组织提高一步》报告中表示出对农村经济向着富农方面发展存有担忧，并提出对于私有制要“逐步地动摇它、削弱它、直至否定它”的方针。毛泽东同年表达了明确支持，并在1951年12月，中共中央下达《关于农业生产互助合作的决议》。1953年10月15日，毛泽东与陈伯达、廖鲁言表明了对走向资本主义道路的担忧。1958年，毛泽东在成都会议的讲话中谈到，“新民主主义秩序”“实际是资本主义秩序，发展资本主义”；这也反映出在经济政策上，毛泽东和刘少奇的理念出现了分歧。另一方学者认为是毛泽东认为公有制绝对性地优于私有制。另有一种说法称是中共高层同时也受到了苏联方面的压力。
1956年，社会主义改造基本完成，中国宣布进入社会主义时期。
此外1949年4月，在北平召开了第一次全国代表大会，建立了中国新民主主义青年团。社会主义改造基本完成后，于1957年5月改名为中国共产主义青年团。